# Adolfo Menadier

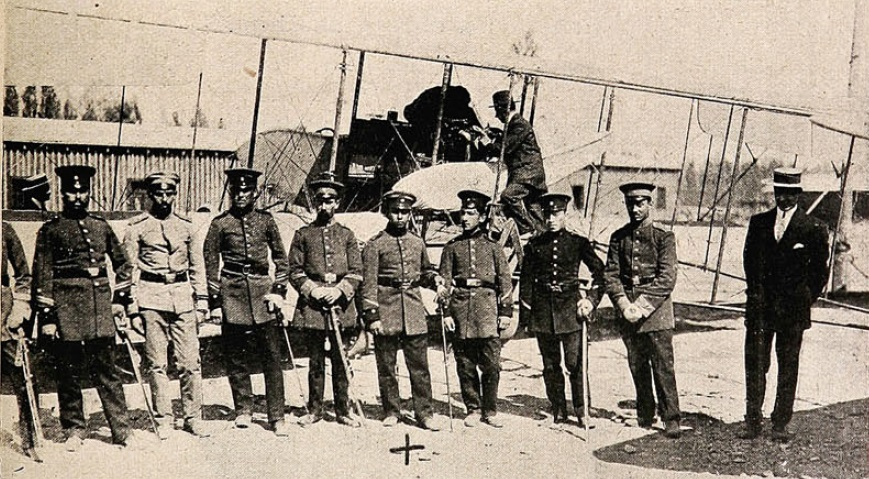
El cuerpo de aviadores militares al que pertenecía el Sargento Menadier.

Ernesto Adolfo Menadier Rojas (San Fernando, 12 de agosto de 1889 - 17 de agosto de 1914) fue un militar; aviador chileno.

## Biografía

### Primeros años
Hijo de Julio Segundo Menadier Jon y Juana Josefina Rojas.
Sus primeros años de vida los pasó en su natal San Fernando para luego viajar a Santiago asentándose en Recoleta.

### Carrera militar
En 1912 a la edad de 23 años ingresa al Ejército para realizar su servicio militar, terminado con el grado de sargento primero, para continuar en el ejército en las maestranzas de esta institución.
Ingresa a la Escuela Aeronáutica militar, siendo seleccionado entre los mejores puntajes.
En 1913 es enviado a una escuela de aviación en Francia, siendo destinado al material "Breguet". En noviembre de 1913 regresa a Chile con licencia de piloto aviador, esperando el curso de aviador militar impartido por el Capitán Manuel Ávalos Prado.

### Accidente y muerte
El 17 de agosto de 1914, se realizó un vuelo de instrucción a una altura de 1000 metros. El Sargento Menadier piloteó su Breguet (de 80 H.P.), llamado "Soldado Cortés". La ruta comprendía: Lo Espejo, Puente Ferroviario sobre el río Maipo, Lo Pinto, La Estrella, Macul, Los Leones, Santiago, Las Rejas y Maipú. Durante su vuelo sobre el fundo "La Esperanza", al avión del Sargento Menadier se le detuvo el motor y comenzó a caer, estrellándose de nariz, falleciendo de inmediato. La investigación sumaria del accidente llegó a la conclusión de que el motor sufrió una falla en vuelo, sumándose la poca estabilidad longitudinal del Breguet.

## Homenajes
Por Decreto Supremo N.º 181, del 6 de abril de 1992 el Comandante en Jefe de la Fuerza Aérea de Chile, General del Aire Ramón Vega Hidalgo, resuelve designar con el nombre del Instituto que adoctrina a los Suboficiales de la Fuerza Aérea de Chile con el nombre Escuela de Especialidades Sargento 1.º Adolfo Menadier Rojas.